# Cimetière des Carmes
Le cimetière des Carmes est le plus ancien cimetière en activité de la ville de Clermont-Ferrand.

## Histoire
Le cimetière est situé dans l'ancien enclos de l'abbaye des Carmes déchaussés, dite abbaye de Chantoin. Le couvent avait été créé au cours du VIIIe siècle par des religieuses suivant la règle de saint Augustin. À l'instigation de l'évêque Joachim d'Estaing, il fut cédé aux Carmes déchaussés en 1637. L'abbaye fut vendue comme bien national en 1791 pendant la Révolution française.
En janvier 1816, Antoine Blatin, alors adjoint au maire et futur maire de Clermont-Ferrand, fait l'acquisition au nom de la ville de l'enclos de l'abbaye. L'achat avait été réalisé de façon conjointe par la ville (60 %) et par le diocèse de Clermont (40 %) pour la somme de 36 000 francs. Son ouverture permit la fermeture de plusieurs autres cimetières (Morée, Capucin, Saint-Robert de Montferrand) trop petits et insalubres.
La partie du cimetière destinée aux inhumations fut agrandie à plusieurs reprises (1846, 1885 et 1908). Le dernier agrandissement de 1908 vit l'ouverture du secteur dit du « Pré-Bertrand » au nord de la Tiretaine. Il existe un petit carré israélite géré par le consistoire et séparé par une grille.
Le cimetière a été touché par la tempête de vent de 1999. Il fallut abattre de nombreux arbres et restaurer certaines tombes.

## Le cimetière

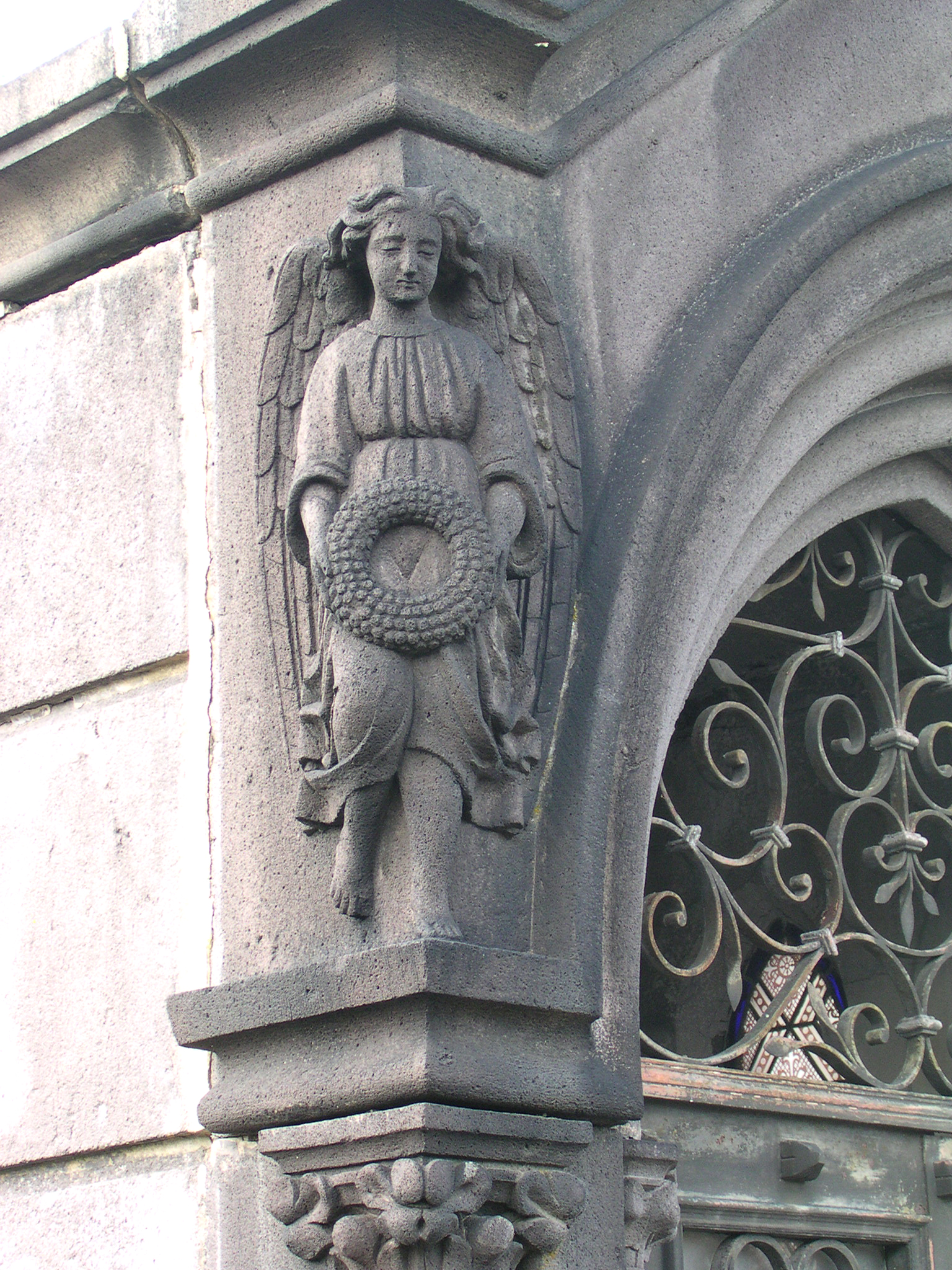
Sculpture en pierre de Volvic, détail d'une chapelle : un ange portant une couronne

Le cimetière s'étend sur onze hectares. Il comporte six mille concessions et cent huit allées. Il est coupé en deux par la rivière Tiretaine.
Jusqu'au milieu des années 1940, la presque totalité des tombes et chapelles ont été construites en utilisant la pierre volcanique locale dite pierre de Volvic (andésite), de couleur gris foncé caractéristique. Cette particularité et cette uniformité donnent un aspect assez unique à ce cimetière.
De nombreuses personnalités clermontoises et auvergnates ont été enterrées dans la partie la plus ancienne (au sud de la Tiretaine) du cimetière (liste non exhaustive) :
- Agénor Bardoux[1] : maire de Clermont-Ferrand de 1870 à 1871, député du Puy-de-Dôme ;
- Jean-Baptiste Bargoin[1] : pharmacien, il a donné son nom à un musée de la ville et à un parc de la ville de Chamalières, où se situe le château de Bellevue où il est décédé ;
- Magdeleine Bérubet[1] : comédienne et dramaturge ;
- Antoine Blatin : maire de Clermont-Ferrand de 1822 à 1830 ;
- Antoine Boirot[1] : député du Puy-de-Dôme ;
- Lucien Chatain (1846-1886) : peintre et vitrailliste à Clermont-Ferrand ;
- Général Paul Chaudessole (1889-1966)[1], de la maison militaire du président Albert Lebrun, bisaïeul de Mazarine Pingeot[1] ;
- Claude de Chazerat[1] : dernier intendant d'Auvergne ;
- Charles Fabre : maire de Clermont-Ferrand de 1904 à 1912 ;
- la maréchale Fayolle (Marie-Louise Collangettes) ;
- Gilbert Gaillard : maire de Clermont-Ferrand de 1880 à 1884 ;
- Amédée Gasquet : maire de Clermont-Ferrand de 1888 à 1893 ;
- Jean-François Gaultier de Biauzat : maire de Clermont-Ferrand de 1790 à 1791 et de 1794 à 1795 ;
- Paul Gondard : maire de Clermont-Ferrand de 1929 à 1935 ;
- Henri Gourgouillon[1] : sculpteur ;
- Martial Juge de Solagniat : maire de Clermont-Ferrand de 1805 à 1809 ;
- Pierre-Alphonse Julien, premier titulaire de la chaire de géologie à l'Université de Clermont, successeur d'Henri Lecoq.
- Henri Lecoq : directeur du Jardin botanique (auquel il a donné son nom à sa mort), conservateur du Muséum d'Histoire naturelle & professeur d'Histoire naturelle ;
- Louis-Charles Ledru, architecte, et son fils Agis-Léon Ledru : architecte et maire de Clermont-Ferrand de 1871 à 1874 ;
- Jacques Philippe Mège : maire de Clermont-Ferrand de 1862 à 1870 ;
- Marcel Michelin[1] : industriel, résistant ;
- George Onslow[1] : musicien ; son père Edward Onslow ;
- Nestor Perret[2] : figure de la Résistance dans le Puy-de-Dôme, animateur du mouvement Combat, puis des Mouvements unis de la Résistance, mort sous la torture en 1943.
- Jean-Baptiste Poncillon : maire de Clermont-Ferrand de 1848 à 1850 ;
- Louis Rosier[1] : pilote de Formule 1 (dans la partie dite du Pré-Bertrand) ;
- Félix Rougane de Chanteloup : maire de Clermont-Ferrand de 1874 à 1875 ;
- Jean-Baptiste Joseph Tixier : maire de Clermont-Ferrand de 1818 à 1820 ;
- Alexandre Varenne[1] : homme politique, fondateur du journal La Montagne ;
- Jean Varenne[1] : militant SFIO et homme politique, frère du précédent ;
- Antoine Sablon : maire de Clermont-Ferrand de 1791 à 1792 et de 1800 à 1805 ;
- Émile Saint-Rame : maire de Clermont-Ferrand de 1885 à 1888 ;
- Junius Verdier-Latour : maire de Clermont-Ferrand de 1843 à 1848.

Voir aussi : Catégorie:Personnalité inhumée au cimetière des Carmes de Clermont-Ferrand.

## Les carrés militaires, les monuments aux morts
Outre le cimetière proprement dit, il comporte plusieurs monuments aux morts militaires :
- Monument aux morts de la guerre de 1870/1871.
- Monument aux morts de la Première Guerre mondiale, celui-ci est l'œuvre de l'André Papillard, architecte de la ville de l'époque, ainsi que du sculpteur Jean Camus. Il est inscrit au titre des monuments historiques depuis 2019[3].
- Monument en souvenir aux résistants de la Seconde Guerre mondiale.

Il y a également des carrés militaires où cinq cents soldats sont enterrés : 
- Première Guerre mondiale,
- Seconde Guerre mondiale (soldats réguliers français, résistants FFI, soldats britanniques, canadiens et néo-zélandais).

- Guerre de 1870-71

| Événement                       | Titre                                             | Auteur                                     | Notes                                                                    | Installation | Illustration |
| ------------------------------- | ------------------------------------------------- | ------------------------------------------ | ------------------------------------------------------------------------ | ------------ | ------------ |
| Guerre franco-allemande de 1870 | Monument aux morts de 1870-1871                   | François-Louis Jarrier                     |                                                                          | 1877         |              |
| Première Guerre Mondiale        | Monument aux morts de la Première Guerre mondiale | André Papillard, Jean Camus, Pierre Coulon | Classé MH (2021)                                                         | 1924         |              |
| Seconde Guerre Mondiale         | Monument aux résistants                           | Gustave Gournier                           | Monument du massacre de Cisternes-la-Forêt (1944)                        | À déterminer |              |
| Première Guerre Mondiale        | Carré militaire français                          | -                                          |                                                                          | À déterminer |              |
| Première Guerre Mondiale        | Carré militaire allemand                          | -                                          |                                                                          | À déterminer |              |
| Seconde Guerre Mondiale         | Carré militaire français                          | -                                          |                                                                          | À déterminer |              |
| Seconde Guerre Mondiale         | Tombes du Commonwealth                            | -                                          | Aviateurs britannique, canadiens et néo-zélandais, résistant britannique | À déterminer |              |

## L'église des Carmes déchaussés
L'église des Carmes déchaussés est située à gauche de l'entrée principale du cimetière. L'église actuelle a été construite au XVIIIe siècle à l'emplacement de l'ancien couvent.
Elle avait été précédée  par d'autres églises. L'abbaye des Carmes ayant subi plusieurs incendies, les moines décidèrent de la construction d'une nouvelle église. Les travaux furent réalisés à partir de 1752 avec d'autres interventions plus tard. Elle est de style baroque. Son plan est dit en quatrefeuille. Elle est couverte par un dôme qui fut reconstruit au XIXe siècle.
Elle a perdu sa vocation religieuse au début du XXe siècle et est aujourd'hui utilisée comme entrepôt. Attenant à l'église, une partie de l'ancien couvent subsiste. Les bâtiments sont actuellement occupés par la société Michelin.
Elle est inscrite au titre des monuments historiques depuis 1976.

## Dans la cinéma et la littérature
Le cimetière apparaît dans une scène du film Sept Morts sur ordonnance de Jacques Rouffio sorti en 1975.